# Lengyel labdarúgó-szövetség
A Lengyel labdarúgó-szövetség, lengyelül: Polski Związek Piłki Nożnej, PZPN, Lengyelország vezető labdarúgó-szövetsége, melyet 1919-ben alapítottak. 1923-ban lett a FIFA, 1955-ben pedig az UEFA tagja.

## Története
Az autonóm Lengyel labdarúgó-szövetséget 1919. december 20-án alapították, a PZPN-re átnevezett PFA önálló szervezetté vált, az Osztrák labdarúgó-szövetség, amelynek addig részét képezte, ekkor esett ugyanis szét. Lvivben alakult meg. 1911 és 1919 között a Lengyel labdarúgó-válogatott összesen három mérkőzést játszott, a nemzeti csapat főleg a város csapatának játékosaiból állt.
2008 szeptemberében az Olimpiai bizottság felfüggesztette a PZPN vezérkarát, mert indoklásuk szerint megsértette annak szabályzatát. Egy évvel korábban, 2007-ben a Lengyel Sportminisztérium szintén megkísérelte felvenni a harcot a PZPN-ben fejét felütő korrupció ellenében, azonban a Nemzetközi Labdarúgó-szövetség, a FIFA a szervezet tagsági felfüggesztésével fenyegette a Lengyel labdarúgó-szövetséget, hisz a kormány beavatkozása a szövetség életébe szabályellenes lett volna.
A szövetség a 2019-es U20-as labdarúgó-világbajnokság ideje alatt ünnepelte megalakulásának századik évfordulóját.

## Elnökök
| Szám | Elnök neve                | Elnökség időszaka         |
| ---- | ------------------------- | ------------------------- |
| 1.   | Edward Cetnarowski        | 1919.12.20. – 1928.01.15. |
| 2.   | Władysław Bończa-Uzdowski | 1928.01.15. – 1937.02.20. |
| 3.   | Kazimierz Glabisz         | 1937.02.20. – 1939.06.29. |
| 4.   | Tadeusz Kuchar            | 1945.06.29. – 1946.02.16. |
| 5.   | Władysław Bończa-Uzdowski | 1946.02.16. – 1949        |
| 6.   | Andrzej Przeworski        | 1949 – 1951               |
| 7.   | Jerzy Bordziłowski        | 1951 – 1953               |
| 8.   | Jan Rotkiewicz            | 1953 – 1954               |
| 9.   | Roman Gajzler             | 1954 – 1954               |
| 10.  | Władysław Rajkowski       | 1954 – 1956               |
| 11.  | Stefan Glinka             | 1956 – 1961               |
| 12.  | Wit Hanke                 | 1961 – 1966               |
| 13.  | Wiesław Ociepka           | 1966 – 1972               |
| 14.  | Stanisław Nowosielski     | 1972 – 1973               |
| 15.  | Jan Maj                   | 1973 – 1976               |
| 16.  | Edward Sznajder           | 1976 – 1978               |
| 17.  | Marian Ryba               | 1978 – 1981               |
| 18.  | Włodzimierz Reczek        | 1981 – 1985               |
| 19.  | Edward Brzostowski        | 1985 – 1986               |
| 20.  | Zbigniew Jabłoński        | 1986 – 1989               |
| 21.  | Jerzy Domański            | 1989 – 1991.03.25.        |
| 22.  | Kazimierz Górski          | 1991.03.25. – 1995.07.03. |
| 23.  | Marian Dziurowicz         | 1995.07.03. – 1999.06.28. |
| -    | Wiesław Pakoca            | 1998.06.28. – 1998.08.07. |
| 24.  | Michał Listkiewicz        | 1999.06.28. – 2008.10.30. |
| -    | Andrzej Rusko             | 2007.01.19. – 2007.02.01. |
| -    | Marcin Wojcieszak         | 2007.02.01. – 2007.03.05. |
| -    | Robert Zawłocki           | 2008.09.29. – 2008.10.10. |
| 25.  | Grzegorz Lato             | 2008.10.30. – 2012.10.26. |
| 26.  | Zbigniew Boniek           | 2012.10.26. –             |

## Eredmények
- 1961 – junior Európa-bajnokság ezüstérem (edző Władysław Stiasny)
- 1972 – junior Európa-bajnokság bronzérem (edző Marian Szczechowicz)
- 1972 – 1972-es Nyári Olimpiai Játékok aranyérem (edző Kazimierz Górski)
- 1974 – U-23-as Európa-bajnokság bronzérem (edző Andrzej Strejlau)
- 1974 – világbajnoki bronzérem (edző Kazimierz Górski)
- 1976 – 1976-os Nyári Olimpiai Játékok ezüstérem (edző Kazimierz Górski)
- 1978 – junior Európa-bajnokság bronzérem (edző Edmund Zientara)
- 1980 – junior Európa-bajnokság ezüstérem (edző Henryk Apostel)
- 1981 – junior Európa-bajnokság ezüstérem (edző Henryk Apostel)
- 1982 – világbajnoki bronzérem (edző Antoni Piechniczek)
- 1983 – U-20-as világbajnokság bronzérem (edző Mieczysław Broniszewski)
- 1984 – junior Európa-bajnokság bronzérem (edző Mieczysław Broniszewski)
- 1990 – fiatalabb junior Európa-bajnokság bronzérem (edző Wiktor Stasiuk)
- 1992 – 1992-es Nyári Olimpiai Játékok ezüstérem (edző Janusz Wójcik)
- 1993 – fiatalabb junior Európa-bajnokság aranyérem (edző Andrzej Zamilski)
- 1999 – fiatalabb junior Európa-bajnokság bronzérem (edző Michał Globisz)
- 2001 – junior Európa-bajnokság aranyérem (edző Michał Globisz)

## Külső hivatkozások
- (lengyel) Hivatalos oldal